# Леб'яже (Єгор'євський район)
Леб'я́же (рос. Лебяжье) — село у складі Єгор'євського району Алтайського краю, Росія. Адміністративний центр Леб'яжинської сільської ради.

## Населення
Населення — 1290 осіб (2010; 1488 у 2002).
Національний склад (станом на 2002 рік):
- росіяни — 95 %